# ویلبرهام (ماساچوست)
ویلبرهام، ماساچوست
ویلبرهام(به انگلیسی: Wilbraham) شهرکی در شهرستان همپدن ایالت ماساچوست می‌باشد که در سال ۱۷۶۳ بنیان‌گذاری شده‌است. این شهرک در سرشماری سال ۲۰۱۰ میلادی، ۱۴٬۲۱۹ نفر جمعیت داشته‌است.